# Distribuzione di Wilcoxon
In teoria della probabilità la distribuzione campionaria di Wilcoxon (Wx) è una distribuzione di probabilità discreta che viene usata tra l'altro nel test di Wilcoxon-Mann-Whitney e nel test di Siegel-Tukey.

## Wtende alla gaussiana
È stato dimostrato che per m e n sufficientemente grandi la variabile campionaria Wilcoxon x è distribuita come una variabile casuale normale con 
media: μ = ½m(N+1)
varianza: σ² = 1/12 · m n (N+1)